# 阿里亚妮·蒂特马斯
阿里亚妮·蒂特马斯（英語：Ariarne Titmus，2000年9月7日—），生于塔斯马尼亚州朗塞斯顿，是一名澳大利亚女子游泳运动员，主攻中长距离自由泳。
蒂特马斯的母亲是一名前短跑选手，父亲是一名板球选手。她从小便热爱游泳，她童年时的居所附近正好有一个泳池，为她练习游泳提供方便。2015年，她的父母为了她能够更好地实现她的梦想，一家人从家乡迁至昆士兰州布里斯班居住，她也在当地的高中就读。